# Ранія аль-Абдалла
Ранія аль-Абдалла (араб. رانيا العبد الله; Rānyā Al-‘abdu l-Lāh), до шлюбу Аль-Яссин, 31 серпня 1970) — королева-консорт Йорданії. Після одруження з королем Йорданії Абдаллою бін Аль-Хусейном розгорнула діяльність у сфері освіти, здоров'я, розширення можливостей спільноти, молоді, кроскультурного діалогу та мікрофінансів. Нагороджена численними урядовими нагородами.

## Особисте життя
Ранія Аль-Яссин народилася у Кувейт у сім'ї палестинців Файсал Седкі аль-Яссина та Ільхам Яссина з Тулькарма. Вона навчалася у Новій англійській школі в Ябрії (Кувейт), згодом закінчила Американський університет в Каїрі за спеціальністю бізнес-адміністрування. Після випуску недовго працювала у маркетингу в Citibank, а після цього — в Apple Inc. в Аммані. 
У вересні 2008 року в інтерв'ю CNN з Факідом Закарією королева Ранія зазначила, що не виступає проти жінок, які обирають носити хіджаб за власним бажанням, якщо це не є обов'язковим. Далі вона вказала, що сучасні ісламські жінки повинні мати змогу обирати, а не піддаватися тиску традиційної інтерпретації ісламського закону. Сама Ранія була з вуаллю чи у стилізованому капелюшку лише на королівських весіллях та під час приватної аудієнції з Папою Римським.
Журнал Harpers and Queen у 2011 році назвав її найкрасивішою першою леді світу.

## Сфери діяльності
Після взяття шлюбу королева Ранія використовує свій соціальний статус для активної благодійної діяльності та роботи у різних сферах життя у Йорданії, а також поза нею.

### У Йорданії

#### Освіта
Королева Ранія запустила, керувала та здійснювала патронат над різними ініціативами в галузі освіти і навчання.
У липні 2005 року разом з Міністерством освіти король та королева започаткували щорічну премію для вчителів, Премія королеви Ранії за досягнення в освіті.

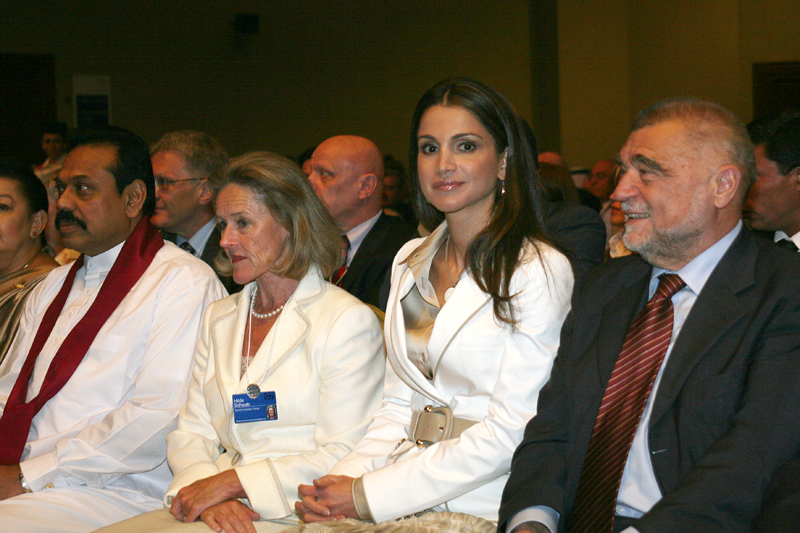
На Світовому економічному форумі Середнього Сходу, що проводився поблизу Мертвого моря (Йорданія) у 2007 року

Королева є головою першого в Йорданії інтерактивного музею для дітей. Відкритий у 2007 році, він має на меті заохочувати і розвивати навчання дітей і їх родин упродовж всього життя. У квітні 2008 року королева започаткувала публічно-приватну ініціативу «Madrasati» («Моя школа»), з оновлення 500 публічних шкіл країни впродовж 5 років. У вищій освіті Стипендійна програма королеви Ранії має партнерські зв'язки з кількома університетами різних країн світу. Королева Ранія також головує Королівської спільноти з обізнаності про здоров'я (англ. Royal Health Awareness Society, RHAS).

#### Розвиток спільнот
Перша організація, заснована королевою Ранією у 1995 році — Фонд річок Йорданії (Jordan River Foundation, JRF) in 1995.
Дитяча програма річок Йорданії (Jordan River Children Program, JRCP), започаткована королевою Ранією, продовжилася Програмою дитячою безпеки (1998 рік), спрямованою на забезпечення потреб дітей, що перебувають під ризиком насильства.
У 2009 році, на честь святкування 10 річниці сходження її чоловіка на трон, королева Ранія започаткувала премію на відзначення досягнень груп та осіб, що допомагають своїм локальним спільнотам.

#### Молодь
Королева Ранія започаткувала ААль-Аманський фонд майбутнього сиріт у 2003 році і має партнерські стосунки з різними університетами, надаючи стипендії для йорданських студентів закордоном. Вона підтримує INJAZ Al-Arab, яка заснована організацією Save the Children у 1999 році. У ролі регіонального амбасадора INJAZ Al-Arab вона читала лекції. У 2008 році на Світовому економічному форумі у Давосі вона запустила кампанію «Empowering One Million Arab Youth by 2018».

### У світі

#### Глобальна освіта

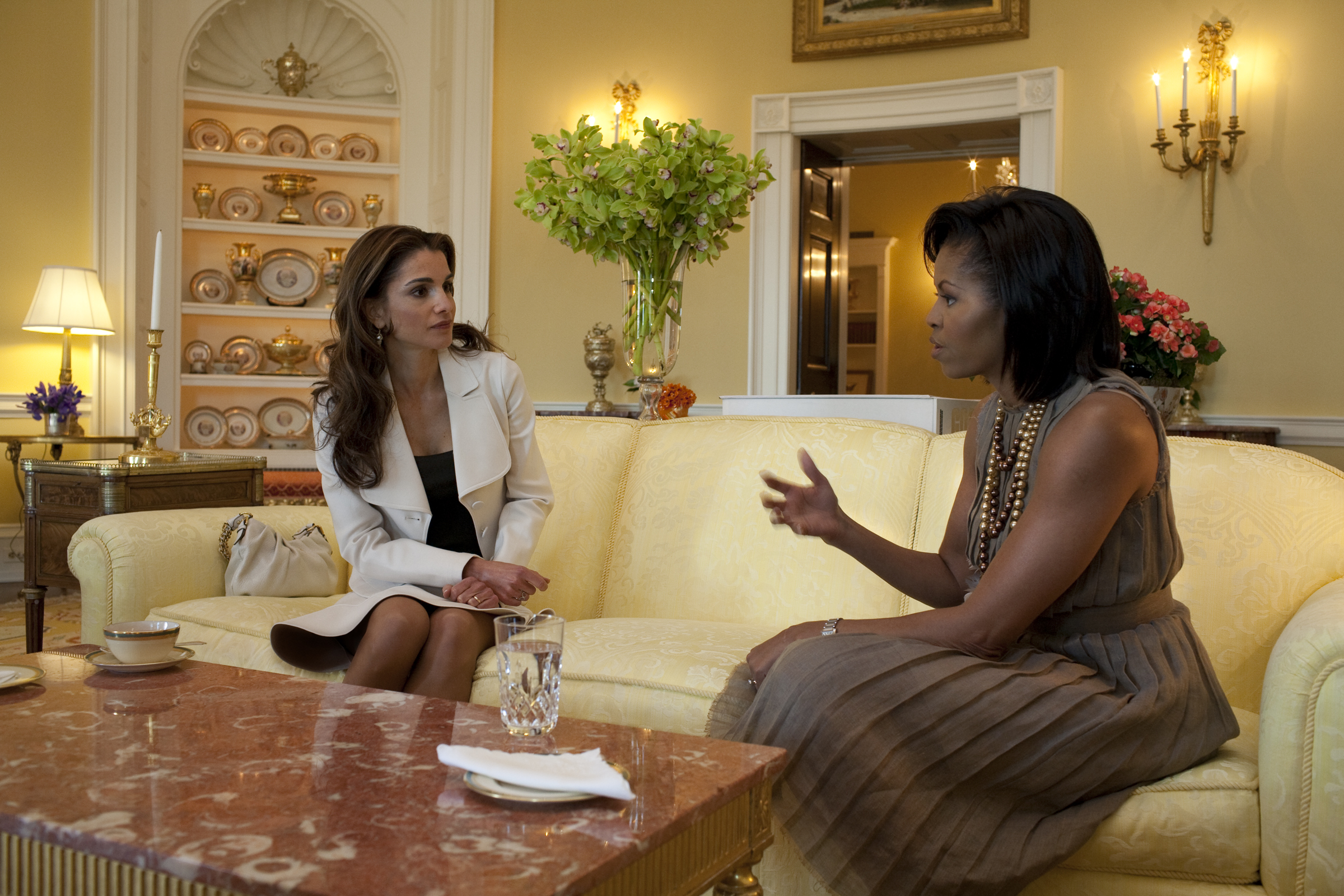
Мішель Обама приймає королеву Ранію у Жовтій овальній кімнаті

У листопаді 2000 року, визнаючи відданість Ранії питанням дітей і молоді, ЮНІСЕФ запросила її приєднатися до Глобальної лідерської ініціативи. У серпні 2009 року королева Ранія стала почесною головою Ініціативи ООН з освіти для дівчаток (UNGEI).
Постійно підтримуючи Глобальну кампанію за освіту (GCE), королева Ранія зустрічалася з дітьми та жінками у Південній Африці, в містах Йоганнесбург і Совето, у березні 2009 року. 

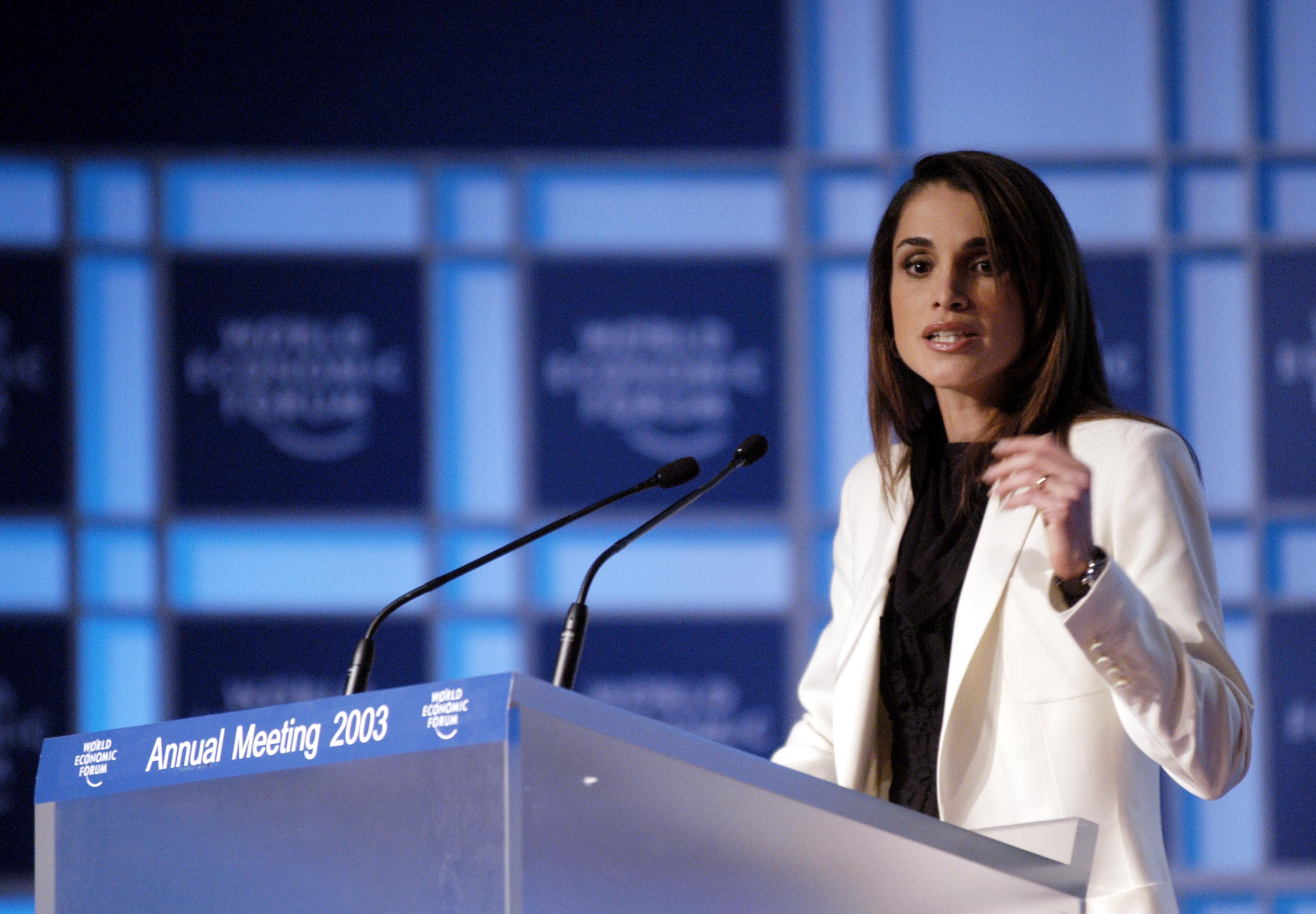
Королева Ранія на Світовому економічному форумі у Давосі, (Швейцарія) 2003 року

20 серпня 2009 року королева Ранія співзаснувала кампанію 1GOAL: Education for All разом з Гарі Лінекером. 6 жовтня 2009 року королева Ранія, а також прем'єр-міністр Великої Британії Ґордон Браун, президент FIFA Йозеф Блаттер, президент Південної Африки Джейкоб Зума та інші голови держав, урочисно здійснили Глобальний запуск 1GOAL, який відбувся у шести місцях світу. 

#### Міжкультурний діалог
Королева Ранія особливо підкреслює важливість міжкультурного діалогу задля більшого порозуміння, толерантності та прийняття у світі. У 2011 році журнал Forbes назвав її однією зі 100 найвпливовіших жінок світу.

#### Мікрофінанси
У вересні 2003 року королева Ранія увійшла до Ради директорів Фонду міжнародної підтримки спільнот (Foundation for International Community Assistance, FINCA).

## Твори
- «Подарунок короля» — дитяча книжка про короля Хусейна, видана до перших роковин його смерті.
- «Вічна краса» — написана до дня матері 2008 року, історія про дівчинку, яка розмовляє з овечками, шукаючи найкрасивішу річ у світі.
- «Маха з гір» — про дівчинку, що понад усе хотіла вчитися.

## Сім'я
Ранія зустріла Абдаллу бін аль-Хусейна, тоді принца Йорданії, на обіді у серпні 1992 року. Через півроку вони оголосили про заручини, і одружилися 10 червня 1993 року. Подружжя має чотирьох дітей:
- крон-принц Хусейн (народився 28 червня 1994)
- принцеса Іман (народилася 27 вересня 1996)
- принцеса Сальма (народилася 26 вересня 2000)
- принц Хашем (народився 30 січня 2005)

Її чоловік зійшов на трон 7 лютого 1999 року і 22 березня проголосив її королевою. Без проголошення вона була б принцесою-консортом, як мати її чоловіка, принцеса Муна аль-Хусейн.
У серпні 2024 року вперше стала бабусею, коли у її сина, крон-принца Хусейна, народилась донька Іман.

## Титули і нагороди

### Титул
Ранія має титул «Її Величність Королева Хасемітського Королівства Йорданії».

### Ордени
- Йорданія: Орден аль-Хусейна бін Алі (9.6.1999)[31]
- Бахрейн : Орден аль-Халіфа (4.11.1999)[31]
- Бруней: Орден королівської родини Брунею (DK, 13.5.2008)[31][32]
- Німеччина: Орден «За заслуги перед Федеративною Республікою Німеччина» (21.10.2002)[31]
- Італія: Орден «За заслуги перед Італійською Республікою» (19.10.2009)[31][33]
- Японія: Орден коштовної корони (30.11.1999)[31]
- Нідерланди: Орден Нідерландського лева (30.10.2006)[31][34]
- Норвегія: Орден Святого Олафа (4.4.2000)[31]
- Португалія: Орден Інфанта дона Енріке (5.3.2008)[35]
- Португалія: Орден Сантьяго да Еспада (16.3.2009)[35]
- Іспанія: Орден Карлоса III (21.4.2006)[31]
- Іспанія: Орден Ізабелли Католички (18.10.1999)[36][31][37]
- Швеція: Орден Серафимів (7.10.2003)[31]

### Інші
- Queen Rania: Let's Drop The First 'I' In ISIS Video [Архівовано 21 січня 2016 у Wayback Machine.]
- Ten Questions for Queen Rania on Time.com [Архівовано 3 квітня 2010 у Wayback Machine.]
- Queen Rania on YouTube's «End Poverty – Be the Generation» video [Архівовано 7 січня 2016 у Wayback Machine.]
- Queen Rania's Environment Aspirations [Архівовано 26 травня 2010 у Wayback Machine.]
- The Hard-Line on Grocery Items [Архівовано 25 січня 2016 у Wayback Machine.] by Queen Rania, The Huffington Post
- Queen Rania receives Woman of the Year Award from Women for Women